# Lusarrat
Lusarrat – wieś w Armenii, w prowincji Ararat. W 2011 roku liczyła 2699 mieszkańców.